# Swiss Music Awards 2015
L'8ª edizione degli Swiss Music Awards si è tenuta il 27 febbraio 2015 a Zurigo, Svizzera. È stata trasmessa live su SRF zwei, su Joiz e sul canale romando Rouge TV dall'Hallenstadion e il giorno dopo in replica sul canale ProSieben. È stata condotta dall'attrice e modella Melanie Winiger, dal moderatore radiofonico Mario Torriani e per la prima volta dal moderatore radio-televisivo Andy Rohrer.
La novità di questa edizione riguarda lo stravolgimento dei premi: il Best Album Pop/Rock National e il Best Album Urban National vengono accorpati in un solo premio, il Best Album National. La stessa cosa avviene anche a livello internazionale con il Best Album International. I nuovi premi assegnati sono stati: il Best Female Solo Act, il Best Male Solo Act, il Best Group e l'Artist Award.
La conferenza stampa in cui sono state rese note le nomination per le varie categorie si è svolta il 28 gennaio 2015. I più nominati per questa edizione sono: Gotthard, Lo & Leduc, Beatrice Egli, Pegasus, Trauffer, Ira May, AC/DC, Ed Sheeran e Pharrell Williams tutti con 2 nomination a testa.
I vincitori della serata con tre premi sono stati il duo Lo & Leduc avendo trionfato nelle categorie: Miglior talento nazionale, Miglior gruppo e Miglior performance Live.
Durante la serata è stato anche assegnato un Jury Award (Outstanding Achievement Award) alla rock-band Krokus per i loro 40 anni di carriera e il cantante tedesco Udo Jürgens ha ricevuto postumo il Tribute Award per quanto fatto lungo tutto il corso della sua vita.
L'Artist Award non è stato assegnato.
Si è potuto votare il proprio artista preferito in quasi tutte le categorie fino al 27 febbraio 2015; infatti per il Best Act Romandie si è potuto votare solo fino al 15 febbraio.  Il vincitore nella categoria Miglior performance romanda è stato rivelato dopo una serata presso il Les Docks di Losanna il 19 febbraio. L'Artist Award è stato invece annunciato durante la serata di premiazione.
Gli artisti che si sono esibiti live sul palco sono stati: Kodaline, Die Fantastischen Vier, Lo & Leduc, Carlos Leal e Stefanie Heinzmann

## Premi[3]
I vincitori della categoria sono evidenziati in grassetto.

### Miglior canzone nazionale (Best Song National)
- I Take It All - Pegasus
- In My Dreams - Remady & Manu-L
- Crossroads - Shem Thomas

### Miglior canzone internazionale (Best Song International)
- I See Fire - Ed Sheeran
- Happy - Pharrell Williams
- Prayer In C - Lilly Wood & The Prick and Robin Schulz

### Miglior album nazionale (Best Album National)
- Pure Lebensfreunde - Beatrice Egli
- Bang! - Gotthard
- Alpentainer - Trauffer

### Miglior album internazionale (Best Album International)
- Rock or Bust - AC/DC
- Ghost Stories - Coldplay
- Farbenspiel - Helene Fischer

### Rivelazione nazionale (Best Breaking Act National)
- Ira May
- James Gruntz
- Mimiks

### Rivelazione internazionale (Best Breaking Act International)
- Imagine Dragons
- London Grammar
- Milky Chance

### Miglior talento (Best Talent)
- Carrousel
- Death By Chocolate
- Lo & Leduc

### Miglior performance live (Best Live Act)
- Lo & Leduc
- Puts Marie
- Yokko

### Miglior interprete romando (Best Act Romandie)
- Stevans
- Stress
- The Rambling Wheels

### Miglior interprete internazionale (Best Act International)
- AC/DC
- Ed Sheeran
- Pharrell Williams

### Miglior interprete femminile (Best Female Solo Act)
- Beatrice Egli
- Eliane
- Ira May

### Miglior interprete maschile (Best Male Solo Act)
- DJ Antoine
- Philipp Fankhauser
- Trauffer

### Miglior gruppo (Best Group)
- Gotthard
- Lo & Leduc
- Pegasus

### Jury Award (Outstanding Achievement Award)
- Krokus

### Tribute Award
- Udo Jürgens